# 集古十種

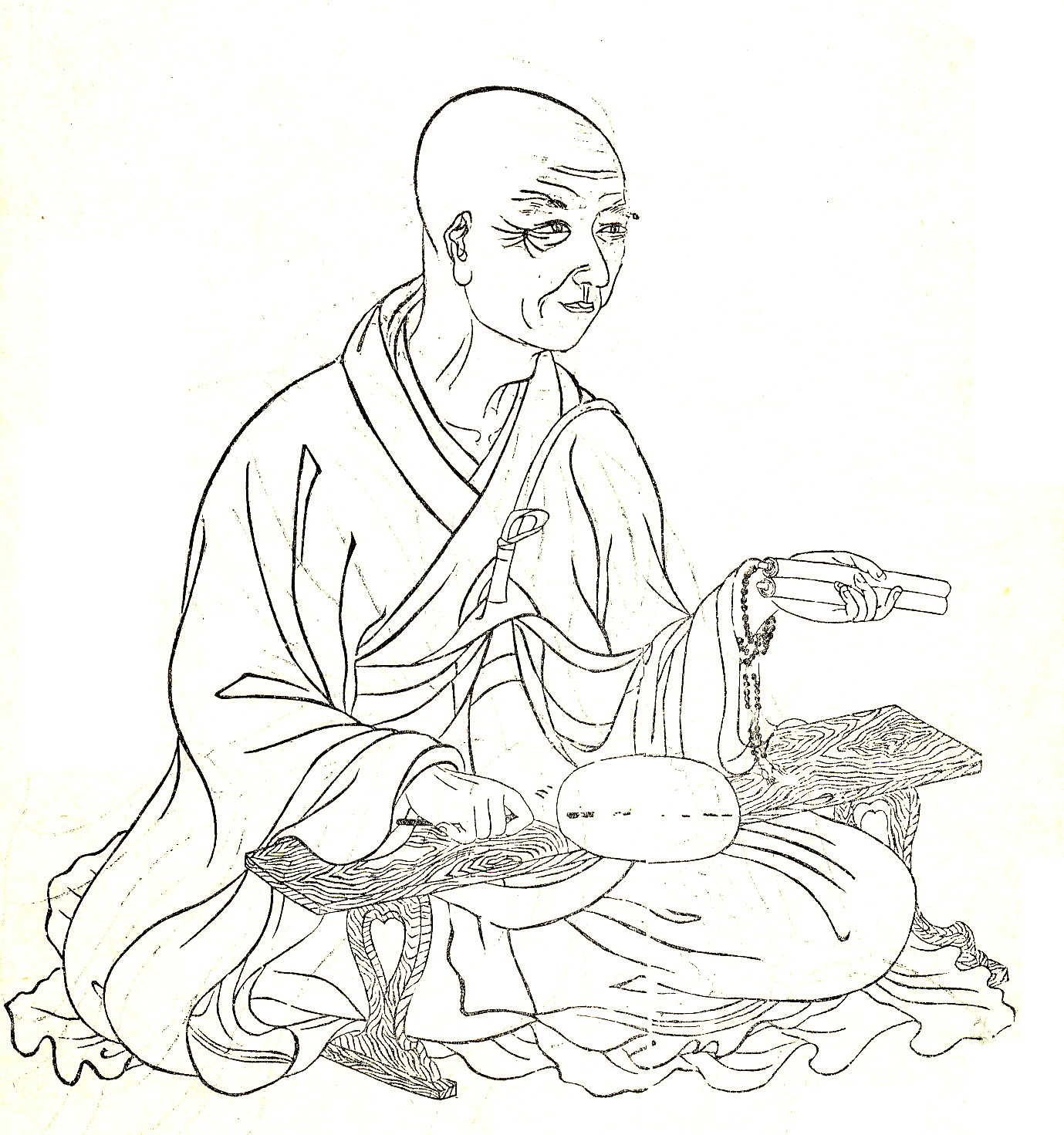
『集古十種 古画肖像之部』に記載される「明恵上人像」

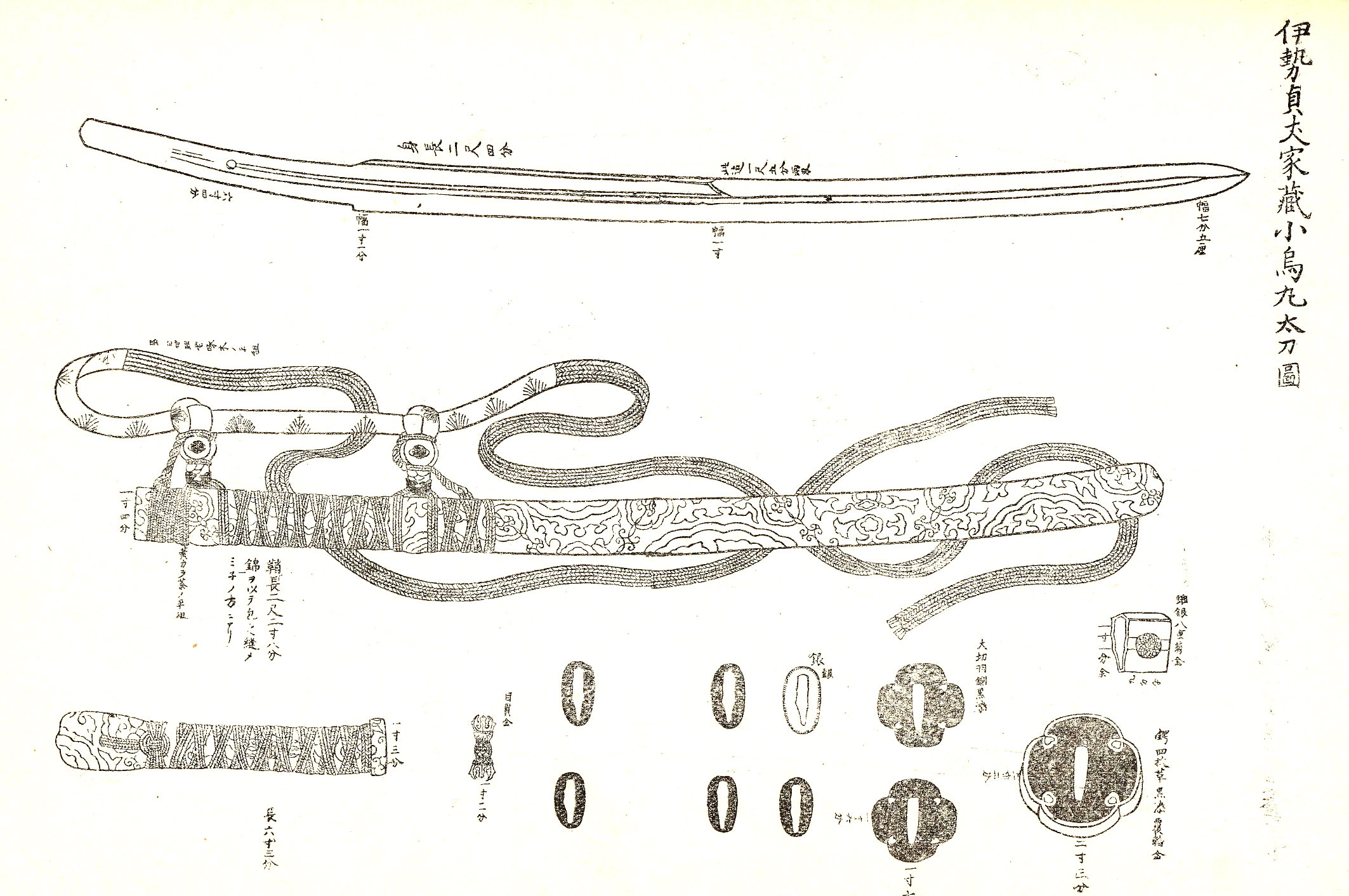
宝刀小烏丸

集古十種（しゅうこじっしゅ）は、江戸時代に刊行された古物・古美術の木版図録集（目録）。

## 概要
その編纂は松平定信を中心に、柴野栗山・広瀬蒙斎・屋代弘賢・鵜飼貴重らの学者や家臣・谷文晁をはじめとする絵師によって、4年の歳月をかけて行われた。広瀬蒙斎の序に寛政12年（1800年）とあり、この年に第1次の刊行がなされたと考えられる。その後も増補されて最終的に全85冊となった。1859点の文物を碑銘、鐘銘、兵器、銅器、楽器、文房（文房具）、印璽、扁額、肖像、書画の10種類に分類され、その寸法、所在地、特徴などを記し、文晁等の模写図を添えたもの。
編纂に加わった画人は文晁の他、喜多武清・大野文泉（巨野泉祐）・僧白雲・住吉廣行・森川竹窓などがいる。彼らは奥州から九州まで全国各地の寺社に赴き、現地で書画や古器物を写しとった。現地調査以外に直接取り寄せることや模本や写本を利用することもしている。
後篇（古画肖像部、32巻）が、1892年（明治25年）松平康民の大型着色折本で刊行された。
青木嵩山堂から1904年（明治37年）に、国書刊行会から1908年（明治41年）に、再刊された。

## 参考資料
- 斎藤忠『日本考古学史』吉川弘文館、1974年
- 小林めぐみ「集古十種の編纂-その目的と情報収集」（図録『あるく・うつす・あつめる 松平定信の古文化財調査 集古十種』福島県立博物館 2000年）